# Alen

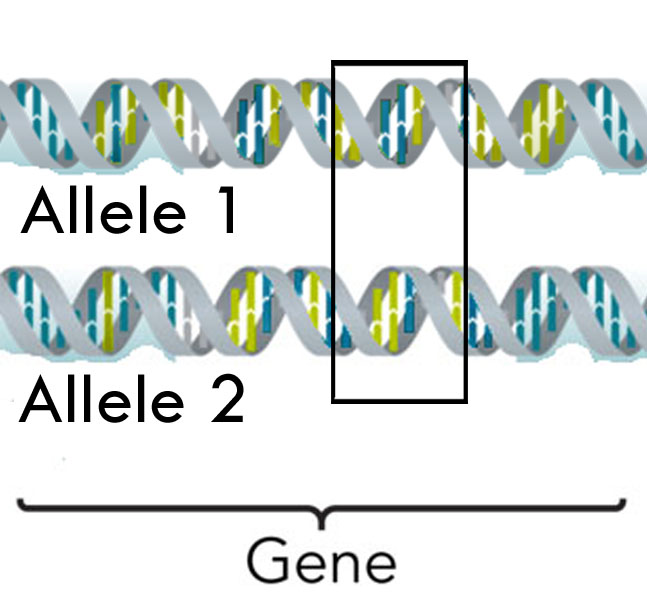
Các alen thuộc cùng một gen có cùng lô-cut gen như nhau.

Alen là dạng cụ thể của một gen, có chức năng di truyền nhất định. Đây là một trong những khái niệm quan trọng hàng đầu trong Di truyền học, vốn được phiên âm từ thuật ngữ "allele" của tiếng Anh. Khái niệm "alen" và khái niệm "gen" nhiều khi có thể dùng thay cho nhau, nhưng thực ra là khác nhau.
Một allele (UK: / ˈæliːl /, / əˈliːl /; US: / əˈliːl / hình thành từ tiếng Hy Lạp(ἄλλος állos, "một cái khác"), được định nghĩa những trạng thái khác nhau của cùng 1 gen, cùng tồn tại ở 1 locus xác định trên nhiễm sắc thể.
Ví dụ, nhóm máu ABO được kiểm soát bởi gen ABO, gen này có sáu allele chung. Gần như mọi kiểu hình (phenotype) của con người là một số tổ hợp của sáu allele này.
Nó cũng có thể để cập đến các biến thể khác nhau ở vài trăm cặp base hoặc nhiều vùng của đoạn gen mã hóa cho một protein. Các allele có thể có kích thước rất khác nhau. Ở kích thước thấp nhất có thể, một allele có thể là đa hình đơn nucleotide (SNP). Ở kích thước cao hơn, nó có thể dài tới vài nghìn cặp base. Hầu hết các allele dẫn đến sự thay đổi ít hoặc không quan sát được trong chức năng của protein mà gen mã hóa.
Thời Việt Nam Cộng hòa danh từ này được  Ủy ban Quốc gia Soạn thảo Danh từ Chuyên môn dịch là di thể tương hình hay di thể đối vị.

## Hình ảnh

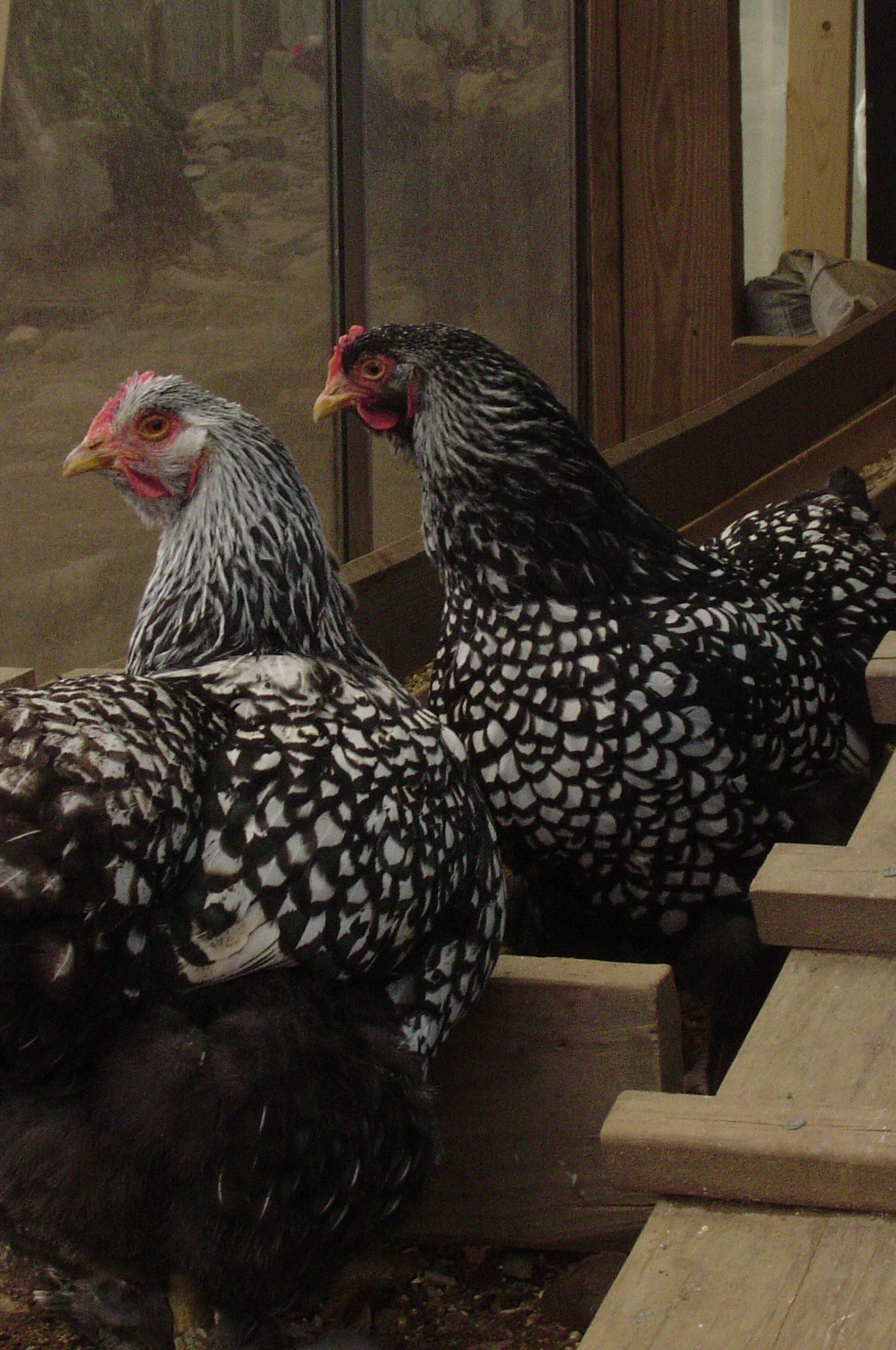
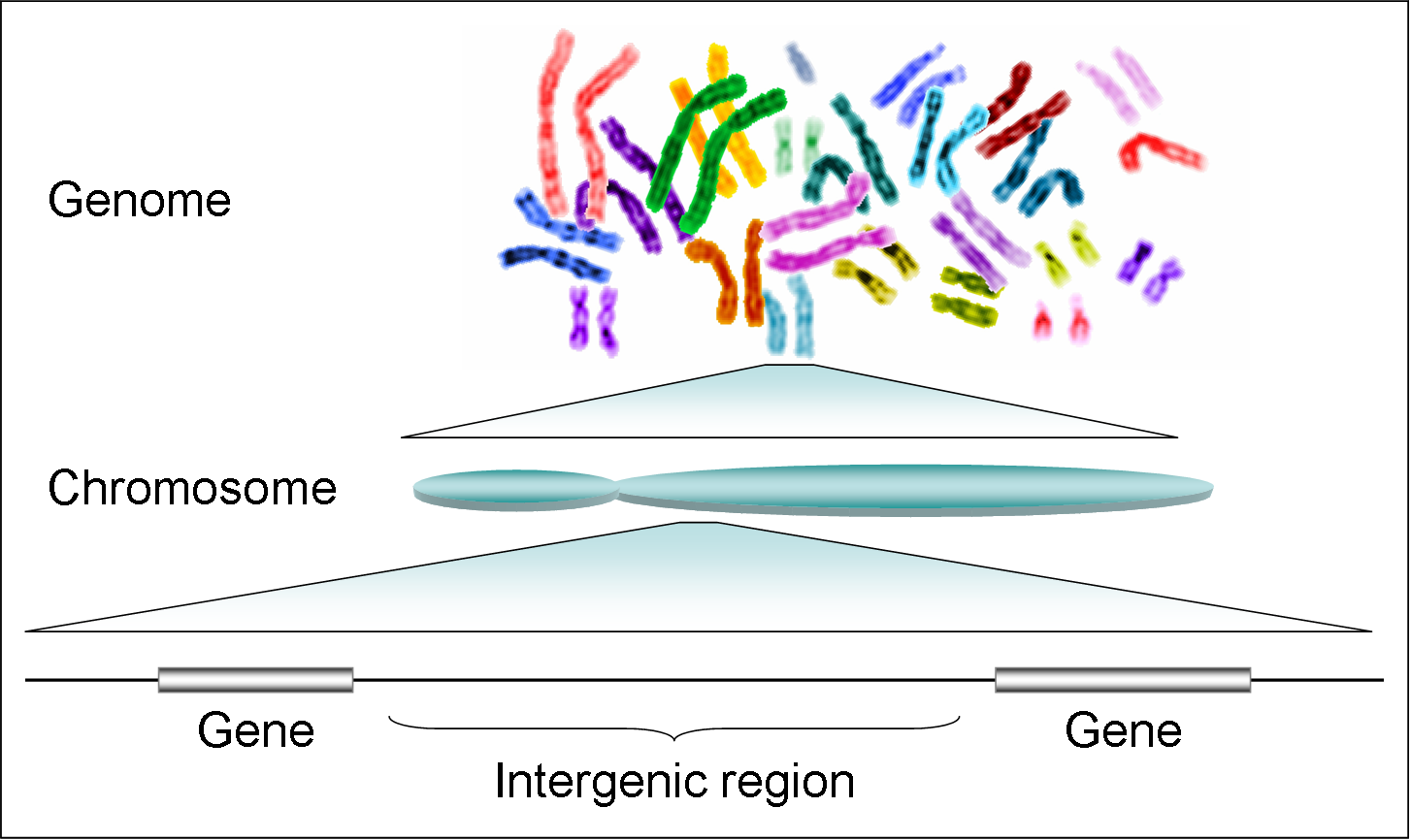